# Lugano
Lugano (od latinskog Luganum) grad je na jugu Švicarske, u talijanskom kantonu Ticino, koji graniči s Italijom. Topla ljeta i činjenica da u posljednje vrijeme privlači sve veći broj poznatih osoba iz cijelog svijeta Luganu su priskrbili nadimak "švicarski Monte Carlo".

## Zemljopis
Lugano se nalazi na obali jezera Lugano (tal. Lago di Lugano ili Ceresio), koje se nalazi između jezera Maggiore i Como. Okružen distriktima Locarno i Bellinzona.
Grad se nalazi na ušću rijeke Cassarate u jezero, između planina Brè (925 m) i San Salvatore (912 m).

## Stanovništvo
Lugano je najveći grad u kantonu Ticino. Godine 2004., nakon pripojenja okolnih općina Breganzona, Cureggia, Davesco-Soragno, Gandria, Pambio-Noranco, Pazzallo, Pregassona i Viganello, grad je imao oko 52 tisuće stanovnika (oko 115 tisuća s prigradskim naseljima). Glavna djelatnost je turizam. Lugano je i značajan bankarski centar, treći po veličini u Švicarskoj (iza Züricha i Ženeve). Stanovnici govore talijanski i većinom su rimokatolici.

## Znamenitosti
- jezero Lugano s popularnim pedalinama
- katedrala Svetog Lovre (9. i 15. stoljeće)
- crkva Svete Marije od anđela iz 16. stoljeća, s poznatom freskom Kristove Muke slikara Bernardina Luinija
- Parco civico - Villa Ciani
- planina San Salvatore
- planina Brè, s koje se pruža prekrasan pogled na grad
- planina Generoso
- Piazza Riforma, gradska vijećnica i znamenite velike šahovske ploče
- Via Nassa i druge lijepe gradske ulice
- Villa Favorita
- luganska tvornica čokolade
- živopisna okolna sela
- obližnji gradovi Bellinzona i Locarno te Milano u Italiji

## Vanjske poveznice
- Grad Lugano  Arhivirana inačica izvorne stranice od 2. studenoga 2007. (Wayback Machine), službena stranica
- Turistička zajednica Lugana  Arhivirana inačica izvorne stranice od 2. studenoga 2007. (Wayback Machine), službena stranica